# Gais 1964
Fotbollsklubben Gais spelade säsongen 1964 för första gången sedan 1959 i allsvenskan. Gais firade 70 år som förening, men slutade med ett ungt och orutinerat lag klart sist i allsvenskan och åkte ur serien direkt.

## Inför säsongen

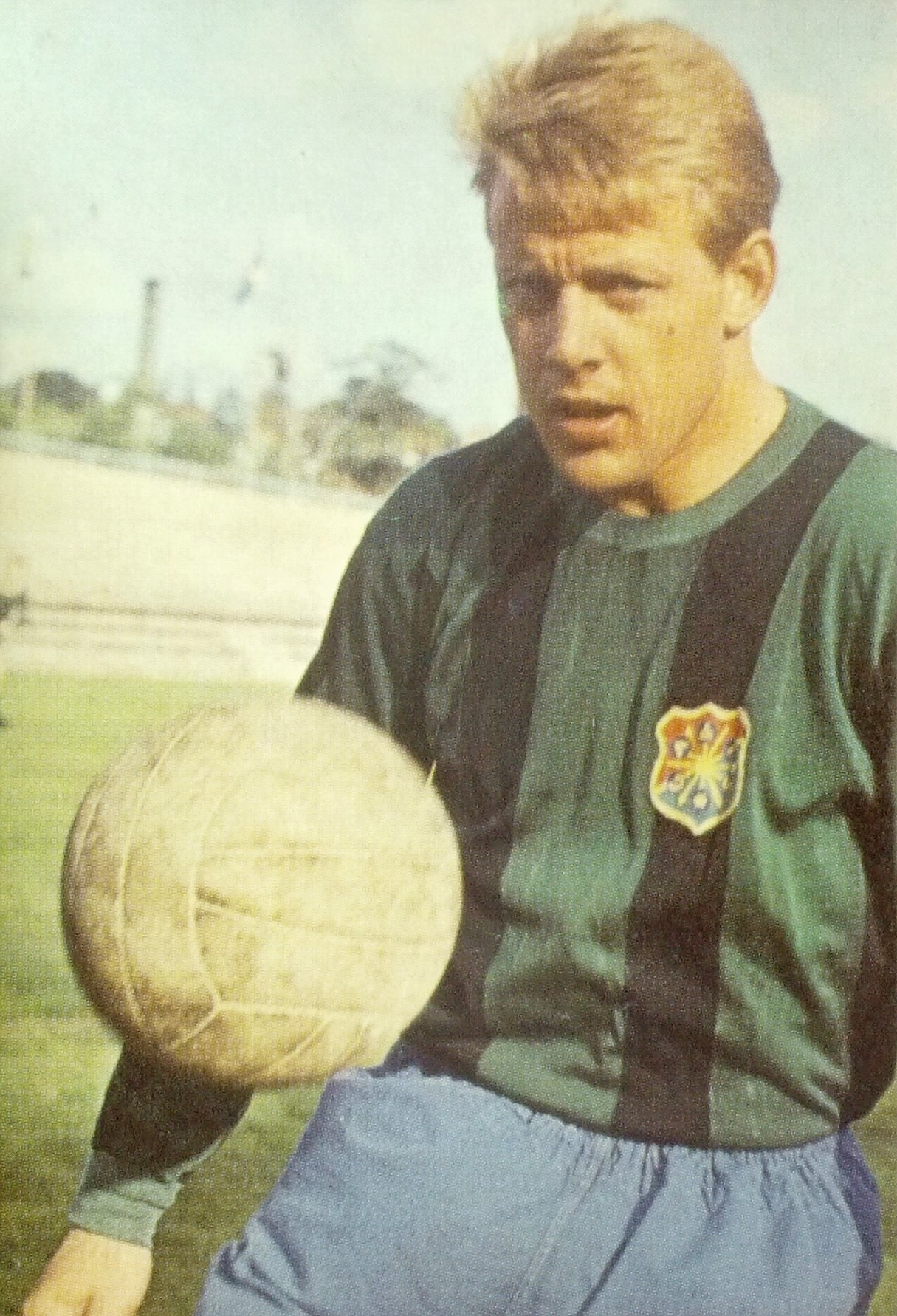
Leif Wendt värvades in från IFK Malmö.

Den allsvenska nykomlingen Gais behövde förstärkas, särskilt som fjolårets spelande tränare, den nu 43-årige Gunnar Gren, inte skulle hålla för allsvenskan och klev av planen för att enbart sköta tränarsysslan. Klubben värvade in den snabbe och målfarlige högeryttern Leif Wendt från IFK Malmö samt försvararna Kurt Axelsson från IK Sleipner och Yngve Samuelsson från Grundsunds IF. Man kallade också upp juniorerna Christer Heideberg, Ove Landhage och Sune Persson i A-truppen.
Det unga, orutinerade Gais förlorade på vårkanten båda sina matcher i Göteborgsalliansens traditionella triangelserie, där man slutade sist. Man förlorade under försäsongen även mot IF Elfsborg, så det fanns anledning till oro inför seriepremiären.

## Seriespel
I hemmapremiären mot Hälsingborgs IF på Ullevi den 12 april 1964 gjorde Gais en hyfsad insats och spelade relativt jämnt med skåningarna, men förlorade ändå med 0–1 inför 7 998 åskådare. I andra omgången, borta mot IFK Norrköping, tändes ett hopp om att det unga laget skulle kunna hävda sig i allsvenskan, då Hasse Samuelsson efter 16 minuter gjorde matchens enda mål och Gais sensationellt lyckades hålla sin 1–0-ledning matchen ut, efter att Kurt Axelsson punktmarkerat Harry Bild hela matchen.

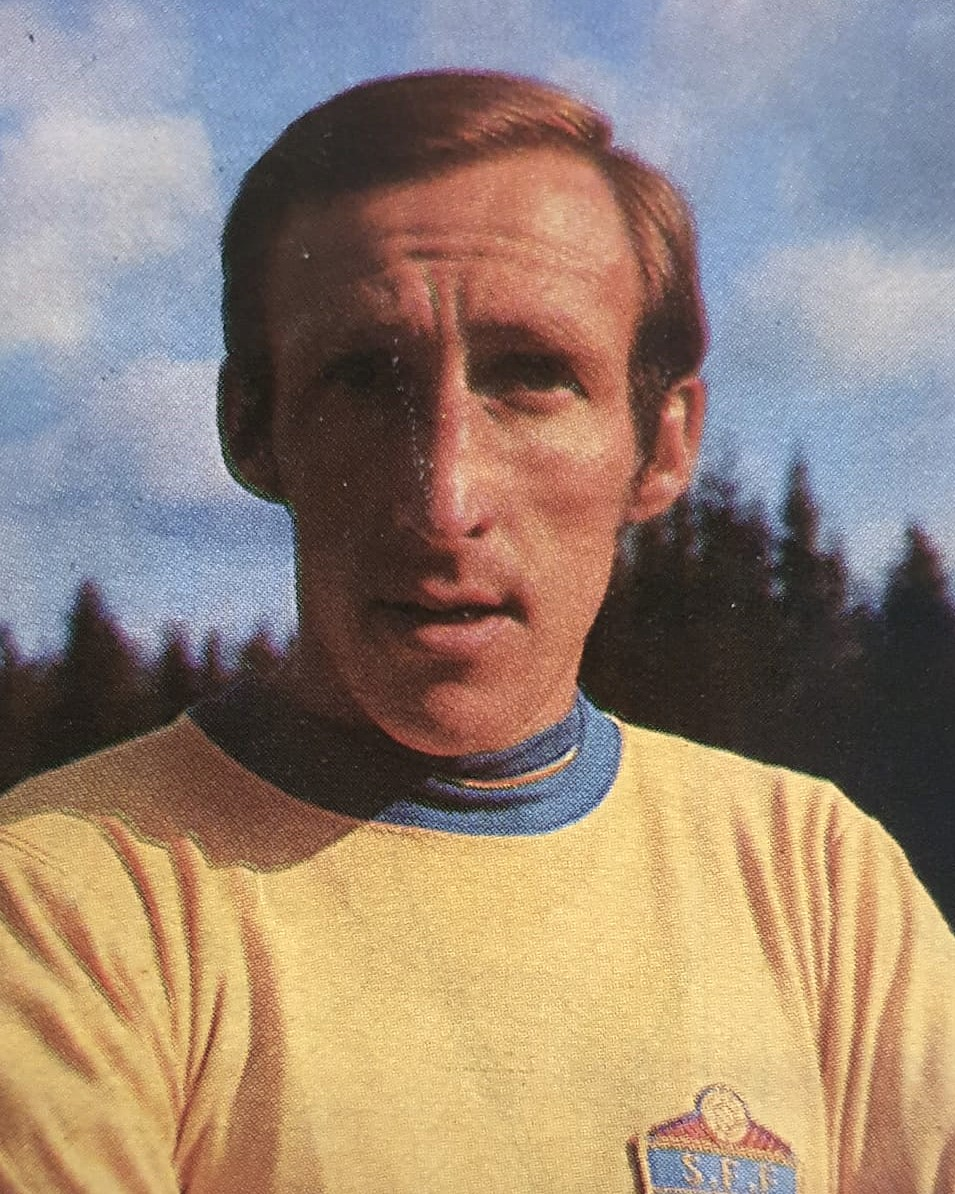
Även den blivande landslagsmannen Kurt Axelsson kom till Gais detta år.

Efter ytterligare en 0–1-förlust hemma, mot Örebro SK, var det dags för derby mot Örgryte IS inför över 22 000 åskådare. Öis tog ledningen med 2–0 efter två mål av Agne Simonsson, men Gais lyckades ändå nå 2–2 efter mål av Hasse Samuelsson och Bengt Johansson. Gais hade även ett tredje mål inne, då Samuelsson hade slagit en frispark i mål, men målet underkändes på grund av att en Gaisspelare strax innan bollen slogs protesterade mot att Örgrytes mur stod för nära.
Efter derbyt var det som om luften gick ur Gais. Man radade upp fyra raka förluster, och tog bara en enda poäng till under vårsäsongen, genom 2–2 mot bottenkonkurrenten IFK Eskilstuna. När vårsäsongen var över låg Gais klart sist, med bara fyra poäng och 8–21 i målskillnad.
Till hösten kallades den gamle Gaisspelaren Rune Jingård in som ersättare för Gren; Grens hustru hade blivit sjuk, vilket ledde till att han misskötte träningarna och ofta inte ens dök upp. Spelet blev dock inte bättre; hösten inleddes med 1–4 mot både Hälsingborgs IF och Djurgårdens IF, och trots att Gais återigen tog poäng av IFK Norrköping (0–0 hemma) och slog IFK Göteborg med 2–1 stod det snart klart att man skulle trilla ur allsvenskan. Derbyt mot IFK, inför 19 000 åskådare den 27 augusti, blev den andra och sista segern Gais tog under säsongen.

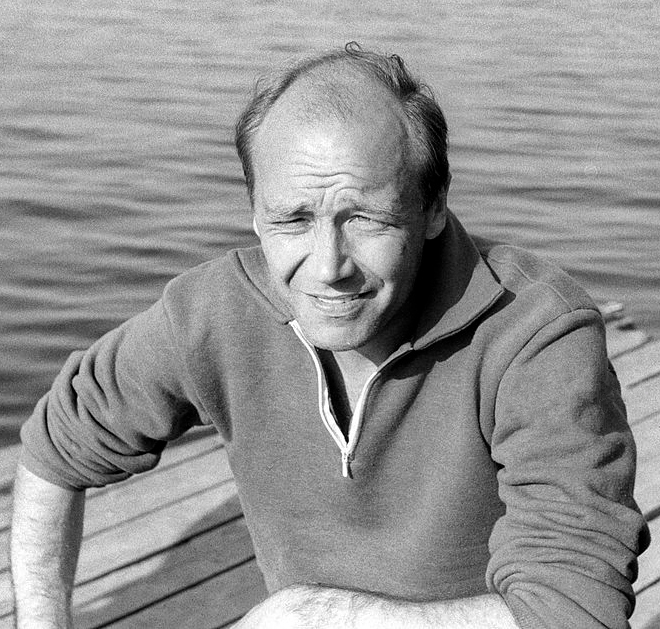
Gunnar Gren, som egentligen hade slutat, spelade sina två sista allsvenska matcher hösten 1964.

När Gais i slutet av september låg fem poäng bakom elvan Eskilstuna hade Gais inget att förlora och tog in Gunnar Gren som spelare igen. Han skulle fylla 44 och blev allsvenskans genom tiderna äldsta spelare när han, mest som ett PR-trick av Gais direktör Åke Lindegarth, fick spela mot Degerfors IF. Publiken uppskattade tilltaget, och över 9 000 kom för att titta på legenden, men Gais förlorade med 2–3, trots en 2–0-ledning. Beslutet att låta Gren spela var inte populärt i truppen, men han klarade sig hjälpligt i matchen och togs ut i ytterligare en match, hemma mot AIK. Gais blev emellertid överkört och förlorade med 0–4, och det stod dessutom klart att Gren hade förlorat sin dragningskraft; bara 4 000 personer kom för att se det som kom att bli hans allra sista allsvenska match.
Säsongen 1964 slutade med en klar sistaplats i serien, med bara åtta poäng och en målskillnad på 21–58. Under hösten började man dock redan förbereda för nästa säsong med en resa till Berlin, där man mötte Östtysklands ungdomslandslag och såg Sveriges VM-kvalmatch mot Västtyskland. Alla spelare som åkte med till Tyskland fick lova att stanna kvar även nästa säsong, och uppslutningen var total.

### Tabell
| Nr | Lag                 | S  | V  | O | F  | GM | IM | MS  | P  |
| -- | ------------------- | -- | -- | - | -- | -- | -- | --- | -- |
| 1  | Djurgårdens IF      | 22 | 13 | 5 | 4  | 46 | 20 | +26 | 31 |
| 2  | Malmö FF            | 22 | 13 | 5 | 4  | 45 | 20 | +25 | 31 |
| 3  | Örgryte IS          | 22 | 14 | 3 | 5  | 54 | 36 | +18 | 31 |
| 4  | IFK Norrköping (RM) | 22 | 11 | 6 | 5  | 55 | 28 | +27 | 28 |
| 5  | IF Elfsborg         | 22 | 12 | 2 | 8  | 42 | 32 | +10 | 26 |
| 6  | Degerfors IF        | 22 | 9  | 4 | 9  | 40 | 47 | −7  | 22 |
| 7  | AIK                 | 22 | 8  | 3 | 11 | 38 | 38 | 0   | 19 |
| 8  | Örebro SK           | 22 | 7  | 5 | 10 | 24 | 35 | −11 | 19 |
| 9  | IFK Göteborg        | 22 | 8  | 2 | 12 | 31 | 46 | −15 | 18 |
| 10 | Hälsingborgs IF     | 22 | 7  | 3 | 12 | 42 | 53 | −11 | 17 |
| 11 | IFK Eskilstuna (U)  | 22 | 4  | 6 | 12 | 24 | 49 | −25 | 14 |
| 12 | Gais (U)            | 22 | 2  | 4 | 16 | 21 | 58 | −37 | 8  |

### Seriematcher
| Lag             | Hemma | Borta |
| --------------- | ----- | ----- |
| Djurgårdens IF  | 1–4   | 1–3   |
| Malmö FF        | 0–3   | 1–4   |
| Örgryte IS      | 0–2   | 2–2   |
| IFK Norrköping  | 0–0   | 1–0   |
| IF Elfsborg     | 1–5   | 3–7   |
| Degerfors IF    | 2–3   | 2–5   |
| AIK             | 0–4   | 0–2   |
| Örebro SK       | 0–1   | 1–1   |
| IFK Göteborg    | 0–1   | 2–1   |
| Hälsingborgs IF | 0–1   | 1–4   |
| IFK Eskilstuna  | 1–3   | 2–2   |

## Spelarstatistik

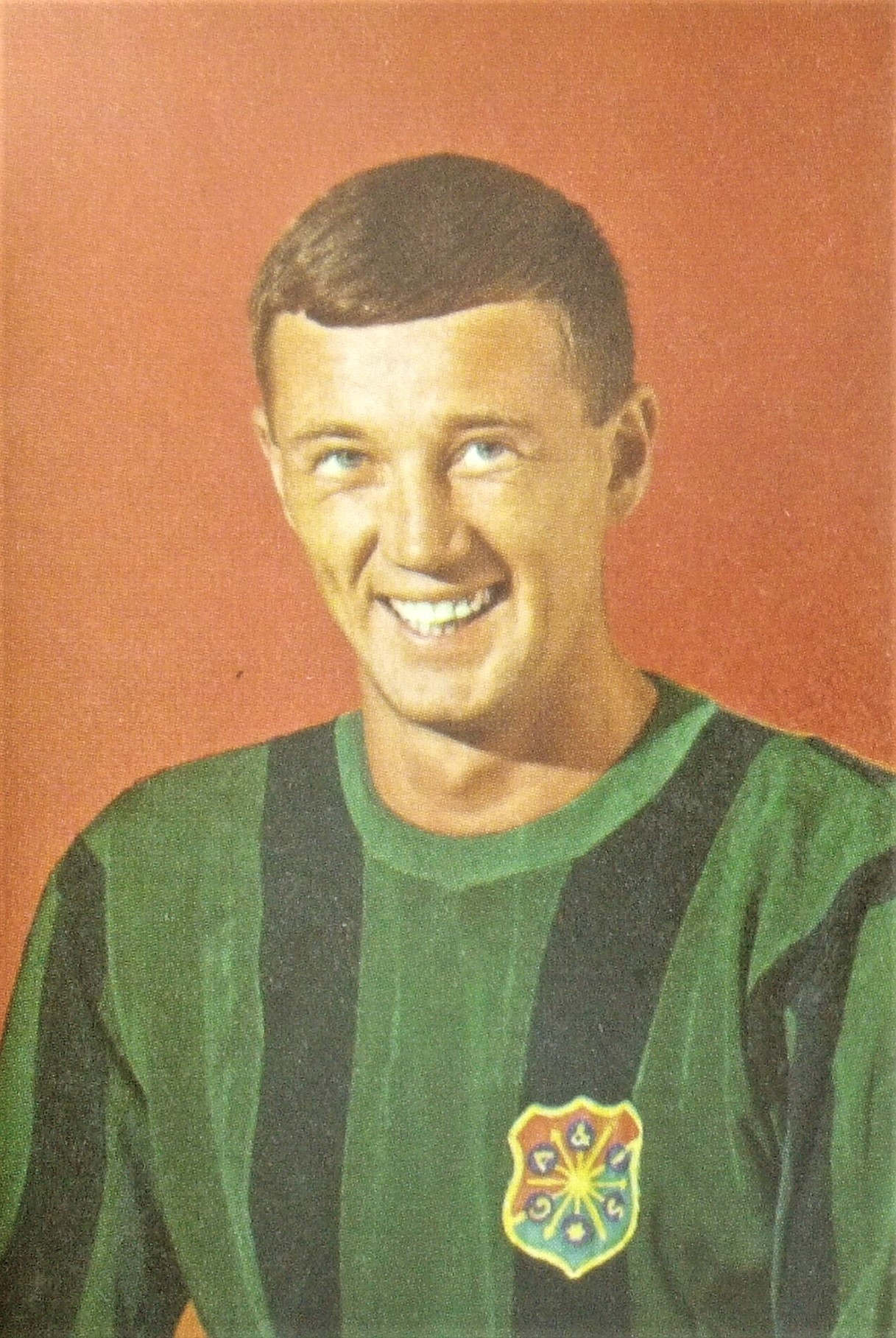
Hasse Samuelsson blev lagets interna skyttekung med blygsamma nio mål.

| Spelare             | Matcher | Mål |
| ------------------- | ------- | --- |
| Hasse Samuelsson    | 22      | 9   |
| Leif Andersson      | 22      |     |
| Leif Forsberg       | 22      |     |
| Bo Palle            | 21      | 1   |
| Bengt Apell         | 21      |     |
| Kent Grek           | 21      |     |
| Bengt Johansson     | 18      | 4   |
| Sten-Olof Johansson | 18      | 4   |
| Leif Wendt          | 17      | 1   |
| Kurt Axelsson       | 16      |     |
| Bo Johansson        | 13      | 1   |
| Rolf Lundh          | 10      |     |
| Alf Johansson       | 6       |     |
| Ove Landhage        | 4       | 1   |
| Göran Berger        | 3       |     |
| Sune Persson        | 3       |     |
| Gunnar Gren         | 2       |     |
| Christer Heideberg  | 2       |     |
| Yngve Samuelsson    | 1       |     |